# からゆきさん

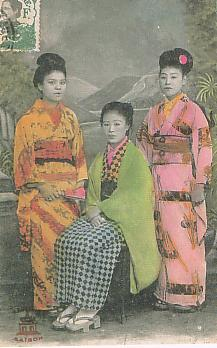
サイゴン在住のからゆきさん
仏領インドシナの切手やサイゴンのスタンプが押されている

からゆきさん（唐行きさん）は日本の九州地方で使われていた言葉で、本来は19世紀後半、主に東アジア・東南アジアに渡って働いた日本人労働者のことを指すが、1972年に『サンダカン八番娼館』が出版されて以降、「売春業を行なっていた女性」という意味合いで一般に知られるようになった。
渡航には斡旋業者（女衒）が介在していた。

## 語源
豊臣秀吉の治世に、今の大阪の道頓堀川北岸にも遊廓がつくられた。その5年後の1589年（天正17年）には日本初の遊郭とされることもある京都・二条柳町の遊廓が秀吉によって作られた。大阪と京都の遊廓は17世紀前半に、それぞれ新町（新町遊廓）と朱雀野（島原遊廓）に移転した。鎖国の時代になると、1639年（寛永16年）ごろには西洋との唯一の窓口として栄えた長崎に丸山遊廓が誕生した。
江戸幕府は島原の乱の頃には、出島や唐人屋敷への出入り資格を制限していたが、丸山遊郭の遊女は例外として許された。出島へ赴く遊女たちは「紅毛行」、唐人屋敷へ赴く遊女たちは「唐人行」と称された。日本人男性相手の「日本行」の遊女とは明確に区別され、「唐人行」とはこの中国人を相手にする遊女らを指したものである。
江戸時代の頃、長崎の唐人屋敷の近隣にある島原のあたりでは「からゆき」という言葉が生まれ、これが「からゆきさん」の語源となった。島原半島、天草諸島では、島原の乱後に人口が激減したため、幕府は各藩に天草・島原への大規模な農民移住を命じていた。1643年には5000人程度だった天草諸島の人口は1659年（万治2年）には16000人に増加した。
遊郭では少女の人身売買が常態化していたという。
すでに江戸時代から長崎の外国人貿易業者により日本人女性は妻妾や売春婦として東南アジアなどに行ったとされる。総計万単位の数のからゆきさんがいたという。
森崎和江によれば明治時代の九州で、娼婦に限らず海外へ出稼ぎに行った男女を「からゆき」と呼んでいた（シベリア鉄道建設の工夫やハワイ移民も含む）。大正時代頃から主に東南アジアへ行った娼婦を呼ぶようになった。
昭和10年代には映画『からゆきさん』（1937年）の上映があり、また第2次世界大戦後は評論家大宅壮一のルポに「からゆきさん」の紹介があるが、一般的に知られた言葉ではなかった。広く知られるようになるのは山崎朋子の著作『サンダカン八番娼館』（1972年）以降である。

## 概要
「からゆきさん」として海外に渡航した日本人女性の多くは、農村、漁村などの貧しい家庭の娘たちだった。彼女たちを海外の娼館へと橋渡ししたのは嬪夫（びんぷ）などと呼ばれた斡旋業者、女衒たちである。女衒の記録として長崎出身の村岡伊平治による『自伝』がある。女衒たちは貧しい農村などをまわって年頃の娘を探し、海外で奉公させるなどといって、その親に現金を渡した。女衒たちは彼女たちを売春業者に渡すことで手間賃を得た。そうした手間賃を集めたり、投資を受けたりすることによって、みずから海外で娼館の経営に乗り出す者もいた。人身売買業者が彼女たちを運んだ船はひどい状況で、船の一部に隠されて熱射病で死亡する少女や餓死しそうになる少女もいた。
こうした日本人女性の海外渡航は、当初世論においても「娘子軍」として喧伝され、明治末期にその最盛期をむかえたが、国際的に人身売買に対する批判が高まり、日本国内でも彼女らの存在は「国家の恥」として非難されるようになった。1910年代および1920年代の間（明治43年～昭和4年）、海外の日本当局者は日本人売春宿を廃止し、日本の名声を保とうと熱心に取り組んだが必ずしも成功しなかった。からゆきさんの多くは日本に帰ったが、更生策もなく残留した人もいる。明治日本の帝国主義の拡大に日本人娼婦が果たした役割については、学術的にも検討されている。
19世紀後半、日本の貧しい農民の島々は、からゆきさんとなった少女たちを太平洋や東南アジアに送り出した。九州の火山性の山地は農業に不向きで、両親は娘を長崎県や熊本県の女衒に売り渡したが、5分の4は本人の意志に反して強制的に売買され、5分の1だけが自らの意志で売られていった。売春婦にさせる為に売られた女性たちは、長崎や熊本から中国、香港、クアラルンプール、シンガポール、フィリピン、ボルネオ、タイ、インドネシアなどアジア各地へ、またシベリア、満州、ハワイ、北米（カリフォルニアなど）、オーストラリア、アフリカ（ザンジバルなど）
に送られた。
朝鮮や中国の港では日本国民にパスポートを要求していなかったことや、「からゆきさん」で稼いだ外貨が送金されることで日本経済に貢献していることを日本政府が認識していたことから、日本人娼婦の海外渡航に日本政府からの妨害もなく、日本の娼婦は容易に海外に出て売春した。1919年に中国が日本製品をボイコットしたことで、「からゆきさん」からの外貨収入にますます頼るようになった。
1890年から1894年にかけて、シンガポールは村岡伊平治によって日本から人身売買された3,222人の日本人女性を受け入れ、シンガポールやさらなる目的地に人身売買される前に、日本人女性は数ヶ月間、香港で拘束されることになった。日本の役人である佐藤は1889年に、長崎から高田徳次郎が香港経由で5人の女性を人身売買し、「1人をマレー人の床屋に50ポンドで売り、2人を中国人に40ポンドで売り、1人を妾にし、5人を娼婦として働かせていた」と述べている。佐藤は女性たちが「祖国の恥に値するような恥ずかしい生活」をしていたと述べている。
アメリカ統治時代、日本とフィリピンの経済関係は飛躍的に拡大し、1929年には日本はアメリカに次ぐフィリピンの最大の貿易相手国となった。経済投資に伴い、商人や庭師、日本人娼婦（からゆきさん）などを中心とした大規模なフィリピンへの移民が行われた。ミンダナオ島のダバオには、当時2万人以上の日本人が住んでいた。
ボルネオ島民、マレーシア人、中国人、韓国人、日本人、フランス人、アメリカ人、イギリス人など、あらゆる人種の男たちがサンダカンの日本人娼婦を利用した。「くうだつ」には日本人の売春宿が2軒あり、中国人の売春宿は無かった。サンダカンには日本人が経営する9つの売春宿があり、サンダカンの売春宿の大半を占めていた。
1872年頃から1940年頃まで、オランダ領東インド諸島の売春宿で多数の日本人売春婦（からゆきさん）が働いていた。
バイカル湖の東側に位置するロシア極東では、1860年代以降、日本人の遊女や商人がこの地域の日本人コミュニティの大半を占めていた。玄洋社や黒龍会のような日本の国粋主義者たちは、ロシア極東や満州の日本人売春婦たちを「アマゾン軍」と美化して賞賛し、会員として登録した。またウラジオストクやイルクーツク周辺では、日本人娼婦による一定の任務や情報収集が行われていた。
中仏戦争では、からゆきさんの日本女性売春婦の市場が形成され、やがて1908年にはインドシナの日本人の人口の大半を売春婦が占めるようになった。
オーストラリアでの日本人娼婦は1887年に初めて現れ、クイーンズランド州の一部、オーストラリア西部や東部、北部などオーストラリアの植民地フロンティアで売春産業の主要な構成要素となった。
オーストラリア西部や東部では、これらの日本の売春婦たちは商売をしたり、他の活動をしたりしていたが、その多くは金鉱で働く中国人や日本人を夫にしたり、少数の者はマレー人、フィリピン人、ヨーロッパ人を夫にしたりしていた。
オーストラリア北部にやってきた移民のうち、メラネシア人、カナカ族、マレー人、中国人はほとんど男性でサトウキビ、真珠、鉱業に従事し、一方日本人は女性を含む特異な移民集団で、その中の日本人娼婦は性的サービスを提供していた。

## からゆきさんの労働条件
『サンダカン八番娼館』に描かれた大正中期から昭和前期のボルネオの例では、娼婦の取り分は50%、その内で借金返済分が25%、残りから着物・衣装などの雑費を出すのに、月20人の客を取る必要があった。「返す気になってせっせと働けば、そっでも毎月百円ぐらいずつは返せたよ」というから、検査費を合わせると月130人に相当する（余談だが、フィリピン政府の衛生局での検査の場合、週1回の淋病検査、月1回の梅毒検査を合わせると、その雑費の二倍が娼婦負担にさせられていた）。
北川サキは10歳で売られ、女衒は前借り300円、渡航費用と食事代と利息で2,000円と称したという。料金は泊まり無しで2円。客の一人あたりの時間は、3分か5分、それよりかかるときは割り増し料金の規定だった（接待時間ではなく、性交労働時間だったと考えられている）。
普段の客はさほど多くないが港に船が入ったときが、どこの娼館も満員で、一番ひどいときは一晩に30人の客を取ったという。一泊10円、泊まり無しで2円。客の一人あたりの時間は、3分か5分、それよりかかるときは割り増し料金の規定だった。
月に一度は死にたくなると感想を語り、そんなときに休みたくても休みはなかったという。
労働条件は本当に様々で、1晩に49人とらされたという証言がテープに残っている。あくまで日本国内で騙されて渡航した貧困家庭の女性が多かったので、多額の借金を背負わされた身として接客の拒否などが出来た人や順調に借金を返済したという証言が残っていても非常に幸運かつ稀なケースとみるのが妥当であり、からゆきさんは江戸時代の遊女と同じくように、「偏見を気にすることなく自由な職業に就いた女性」という観点は誤りであるという見直しが学術界では進んでいる。

## その他
- 派生語の「ジャパゆきさん」は1980年代初めの造語で、20世紀後半、逆にアジア諸国から日本に渡航して、ダンサー、歌手、ホステス、ストリッパーなどとして働く外国人女性を指して使われた。
- 1972年8月1日、タイの入管当局は日本人女性が観光客を装って入国し、マッサージで荒稼ぎをしているとして批難している[40]。